# Shelley Memorial

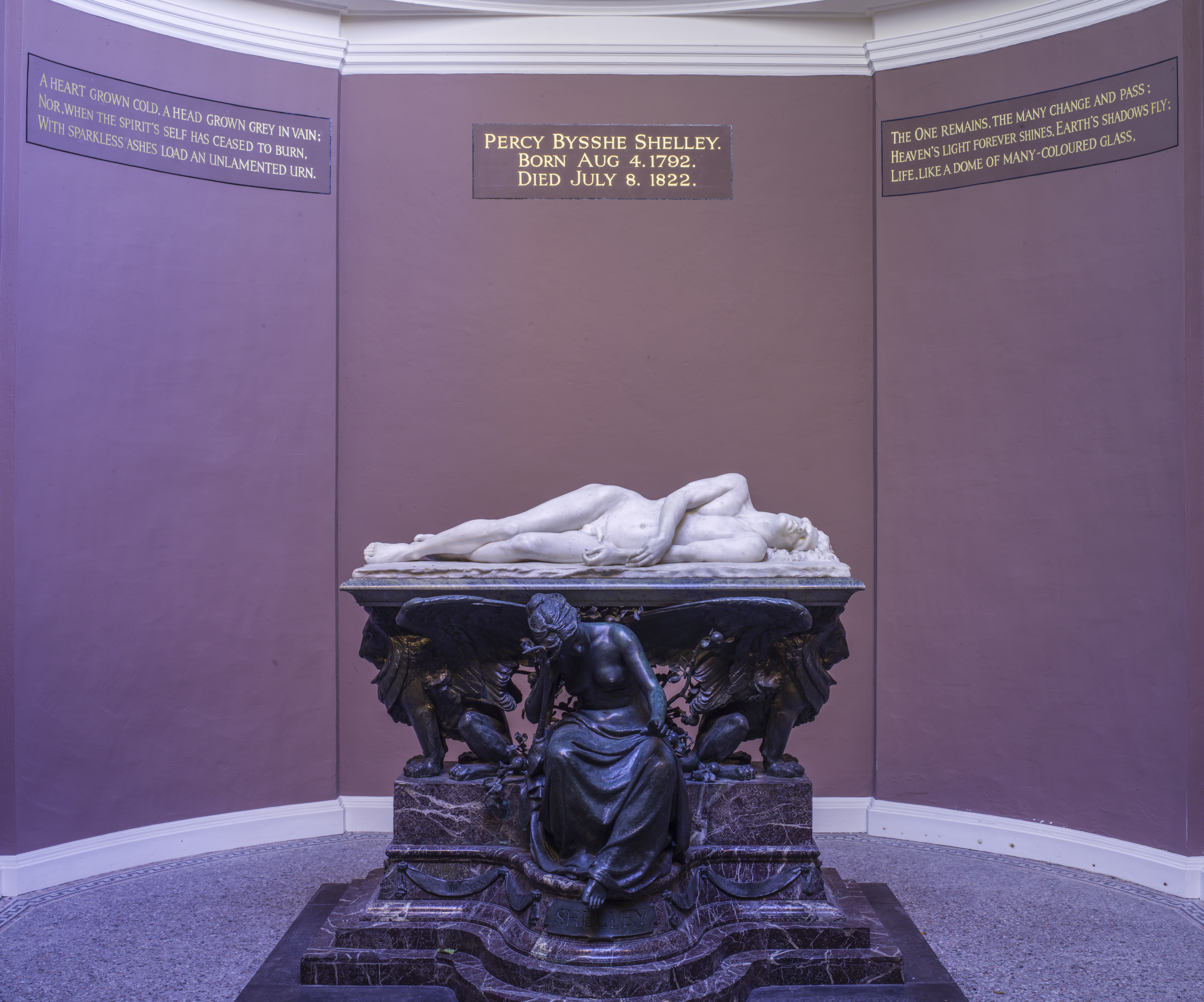
Le Shelley Memorial au University College à Oxford en Angleterre.

Le Shelley Memorial est un mémorial à la mémoire du poète britannique Percy Bysshe Shelley (1792-1822) situé dans l'University College à Oxford en Angleterre, l'école qu'il a brièvement fréquenté avant d'être expulsé pour avoir rédigé le pamphlet La Nécessité de l'athéisme en 1811,.
Malgré l'expulsion, Shelley demeure l'un de ses élèves les plus renommés et est maintenant tenu en haute estime par le college. En 2005, le college a acquis quelques lettres de Shelley pour augmenter le lien avec le poète.